# Alonso de Cervantes
Alonso de Cervantes fue un poeta español del siglo XV.
Compuso una Glosa famosísima sobre las Coplas de Jorge Manrique publicada en Lisboa (Portugal) en 1501. Fue corregidor de Burguillos del Cerro y la obra está dedicada a la poderosa familia de los Zúñiga. La pieza fue muy celebrada y llegó a reimprimirse al menos 14 veces.
- Datos: Q5670287